# Saarinen (sjö i Tervo, Norra Savolax, Finland)
Saarinen eller Saarisenjärvi är en sjö i Finland. Den ligger i kommunen Tervo i landskapet Norra Savolax, i den centrala delen av landet, 300 km norr om huvudstaden Helsingfors. Saarinen ligger 103,8 meter över havet. I omgivningarna runt Saarinen växer i huvudsak blandskog. Den är 16,5 meter djup. Arean är 1,5 kvadratkilometer och strandlinjen är 10,64 kilometer lång. Sjön  ingår i Kymmene älvs huvudavrinningsområde. 